# Măldăeni
Măldăeni – wieś w Rumunii, w okręgu Teleorman, w gminie Măldăeni. W 2011 roku liczyła 4092 mieszkańców.